# Andriej Korniejew
Andriej Korniejew – rosyjski bokser, brązowy medalista Mistrzostw Europy Juniorów 1993, reprezentant Rosji na Mistrzostwach Świata 1995 oraz w Pucharze Świata 1994.

## Kariera
W czerwcu 1993 zwyciężył w turnieju Italia Junior, który rozgrywany był w Alghero. Finałowym rywalem Korniejewa był reprezentant Włoch Raffaele Lai.
We wrześniu 1993 rywalizował na Mistrzostwach Europy Juniorów 1993 w Salonikach, startując w kategorii koguciej. Dotarł tam do półfinału pokonując po drodze reprezentanta Szkocji Lee Sharpe'a (k.o.), Bułgara Dimityra Sztilijanowa (6:3) i  reprezentanta Polski Macieja Zegana (7:5). W półfinale Rosjanin przegrał na punkty z Niemcem Maikiem Kulbe.
W maju 1994 w meczu pomiędzy drużyną Niemiec a Rosji, Korniejew pokonał na punkty (11:4) Dirka Krügera.
W czerwcu 1994 wystartował w pucharze świata w Bangkoku w kategorii koguciej. Rywalizację zakończył na 1/16 finału, w którym przegrał z Istvánem Kovácsem. W maju 1995 był uczestnikiem Mistrzostw Świata w Berlinie, na których rywalizował w kategorii muszej. Rosjanin zakończył rywalizację w 1/16 finału, w którym przegrał jednym punktem z reprezentantem Armenii Lernikiem Papianem. W grudniu 1997 doszedł do ćwierćfinału mistrzostw CISM.
W czerwcu 1999 zdobył brązowy medal w kategorii muszej na Mistrzostwach Rosji 1999 w Czelabińsku. W półfinale przegrał z Ilfatem Raziapowem, ulegając mu na punkty (0:5).